# Misopat polny
Misopat polny, wyżlin polny (Misopates orontium (L.) Raf.) – gatunek rośliny z rodziny babkowatych, wcześniej zaliczany był do rodziny trędownikowatych. 

## Występowanie
Pierwotnie występował w północnej Afryce i rejonie śródziemnomorskim, obecnie rozpowszechniony w całej Europie, wschodniej Afryce i na płw. Indyjskim. W Polsce w zachodniej i południowo-zachodniej części kraju, rzadki, archeofit, uznawany za chwast.

## Morfologia

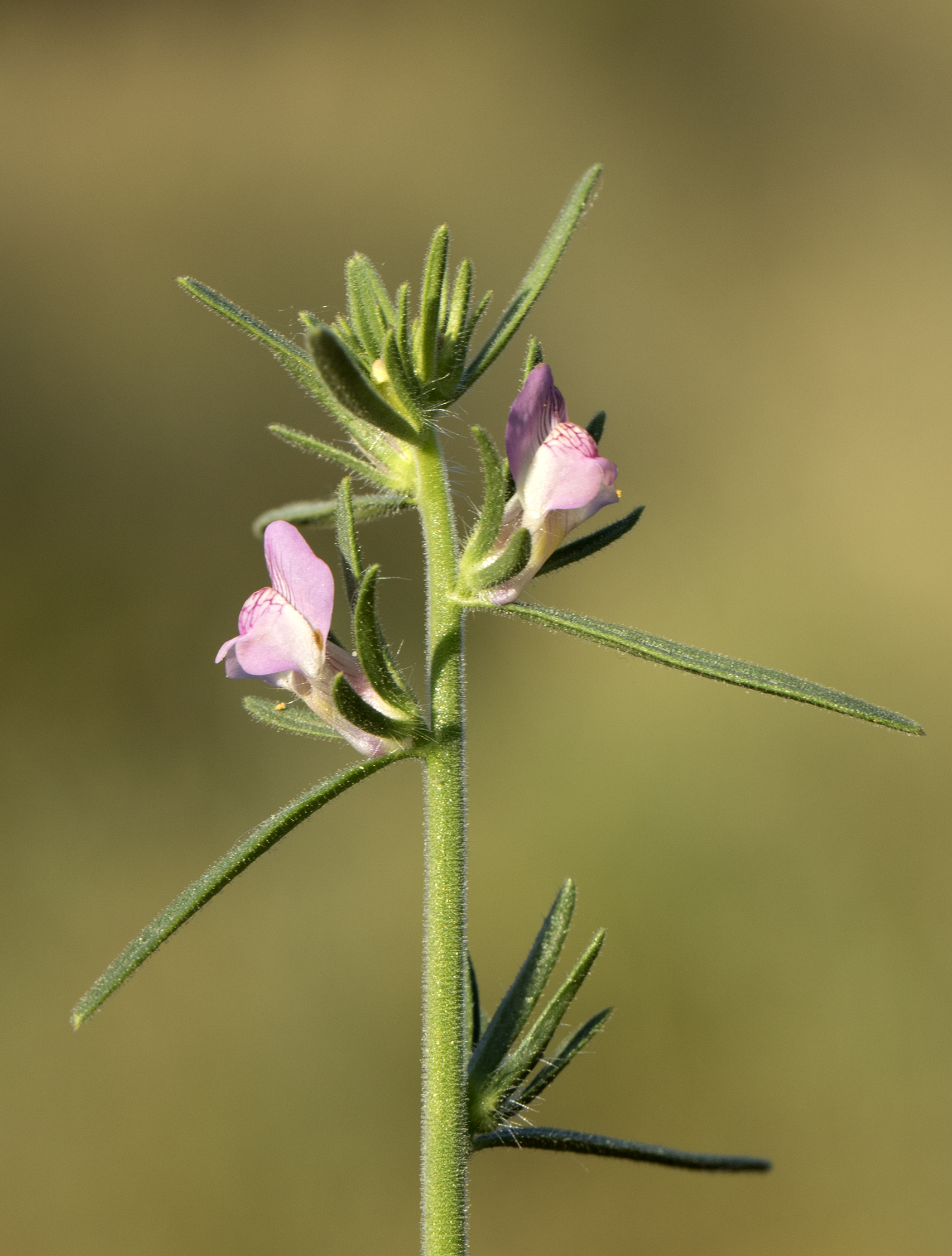
Kwiaty

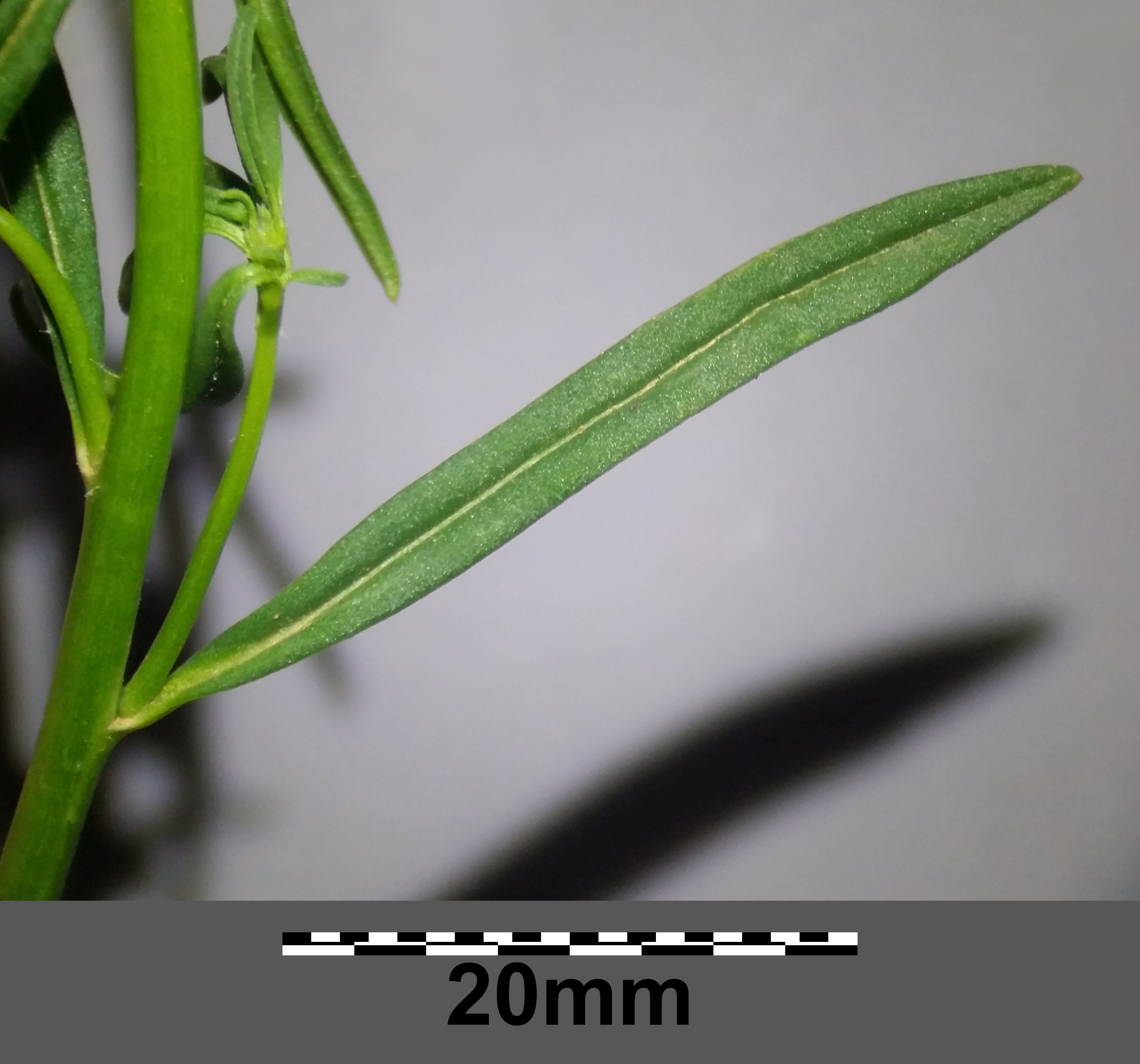
Liść

PokrójRoślina jednoroczna o wysokości od 10 do 30 cm, wyjątkowo do 50 cm.
ŁodygaWzniesiona, delikatna.
LiścieLancetowate, równowąskie o długości 3–5 cm.
KwiatyRóżowoczerwone, korona kwiatowa o długości 8–10 mm. Kwiaty w luźnych ulistnionych gronach.

## Biologia i ekologia
Roślina jednoroczna. W Polsce kwitnie od czerwca do września. Rośnie na polach, przydrożach, winnicach, szczególnie na glebach piaszczystych ubogich w wapń. 

## Zagrożenia i ochrona
Gatunek umieszczony na polskiej czerwonej liście w kategorii EN (zagrożony).